# Arcus sinus hyperbolicus
Arcus sinus hyperbolicus är inversen till den hyperboliska funktionen sinus hyperbolicus. Funktionen betecknas vanligen "arcsinh" (eller "arsinh", eller "sinh−1"), och ett explicit uttryck för funktionsvärdet är
{\displaystyle \operatorname {arcsinh} \,x=\ln(x+{\sqrt {x^{2}+1}}).}
Här anger suffixet "-h" att det är en hyperbolisk och inte en trigonometrisk funktion. Prefixet "arc-" antyder att det rör sig om en invers hyperbolisk funktion. Prefixet kommer från den motsvarande inversa trigonometriska funktionen arcsin, där "arc-" står för båglängd. I det hyperboliska fallet saknas emellertid tolkningen att {\displaystyle \operatorname {arcsin} \,x} står för en båglängd. Däremot kan funktionsvärdet tolkas som en viss area; därför förespråkas ibland beteckningen "arsinh" (där "ar" står för "area") i stället för "arcsinh". Även beteckningen {\displaystyle \sinh ^{-1}} förekommer; en upphöjd minusetta betecknar ju i allmänhet en funktionsinvers.

## Explicit uttryck
För att ta fram ett explicit uttryck för {\displaystyle \operatorname {arcsinh} \,x} börjar man med att välja något {\displaystyle y\in V_{\sinh }} (där {\displaystyle V_{\sinh }} är värdemängden till sinh). Det finns då ett {\displaystyle x\in D_{\sinh }} (där {\displaystyle D_{\sinh }} är definitionsmängden till sinh) sådant att
{\displaystyle y=\sinh {x}={\frac {e^{x}-e^{-x}}{2}}}
(där vi använde definitionen av sinus hyperbolicus). Med {\displaystyle t:=e^{x}} fås
{\displaystyle y={\frac {t-t^{-1}}{2}}\Rightarrow 2y=t-t^{-1}\Rightarrow 2yt=t^{2}-1}
{\displaystyle \Rightarrow t^{2}-2yt-1=0\Rightarrow (t-y)^{2}-y^{2}-1=0}
{\displaystyle \Rightarrow (t-y)^{2}=y^{2}+1\Rightarrow t-y={\sqrt {y^{2}+1}}}
{\displaystyle \Rightarrow t=y+{\sqrt {y^{2}+1}}.}
Här använde vi att {\displaystyle {\sqrt {(t-y)^{2}}}=\left\vert t-y\right\vert =t-y} ty
{\displaystyle t-y=e^{x}-\sinh {x}=\cosh {x}\geq 0}.
Med tanke på att {\displaystyle t=e^{x}} har vi därför
{\displaystyle e^{x}=y+{\sqrt {y^{2}+1}}}
d.v.s.
{\displaystyle x=\ln(y+{\sqrt {y^{2}+1}})}.
Alltså är
{\displaystyle \operatorname {arcsinh} \,x=\ln(x+{\sqrt {x^{2}+1}}).}

## Derivata
{\displaystyle {\frac {d}{dx}}\operatorname {arcsinh} \,x={\frac {1}{\sqrt {x^{2}+1}}},\forall x\in \mathbb {R} .}
Bevis:
{\displaystyle {\frac {d}{dx}}\operatorname {arcsinh} \,x={\frac {d}{dx}}\ln(x+{\sqrt {x^{2}+1}})={\frac {1}{x+{\sqrt {x^{2}+1}}}}\cdot (1+{\frac {1}{2}}(x^{2}+1)^{-1/2}\cdot 2x)=}
{\displaystyle ={\frac {1+{\frac {x}{\sqrt {x^{2}+1}}}}{x+{\sqrt {x^{2}+1}}}}={\frac {\frac {{\sqrt {x^{2}+1}}+x}{\sqrt {x^{2}+1}}}{x+{\sqrt {x^{2}+1}}}}={\frac {1}{\sqrt {x^{2}+1}}}.}

## Integral
Den primitiva funktionen till arcsinh är
{\displaystyle \int _{}^{}\operatorname {arcsinh} \,xdx=x\operatorname {arcsinh} \,x-{\sqrt {x^{2}+1}}+C.}
Bevis:
Partiell integration av en inskjuten etta ger
{\displaystyle \int _{}^{}\operatorname {arcsinh} \,xdx=\int _{}^{}\ln(x+{\sqrt {x^{2}+1}})dx=x\ln(x+{\sqrt {x^{2}+1}})-\int _{}^{}{\frac {x}{\sqrt {x^{2}+1}}}dx=}
{\displaystyle =x\ln(x+{\sqrt {x^{2}+1}})-{\sqrt {x^{2}+1}}+C=x\operatorname {arcsinh} \,x-{\sqrt {x^{2}+1}}+C.}